# Козова (футбольний клуб)
«Козова» — аматорський футбольний клуб з смт Козова.

## Хронологія назв
- ????: «Старт» (Козова)
- 2005—2008: «Агропродсервіс» (Козова)
- 2008—2009: «Козова-Агро» (Козова)
- 2009—2011: «Вікторія-Агро» (Козова)
- 2011—...: ФК «Козова» (Козова)

## Історія
У сезоні 1992/93 років «Козова» виступала в аматорському чемпіонаті України.

## Досягнення
- Чемпіонат Тернопільської області
  -  Срібний призер (2): 1990, 1991
  -  Бронзовий призер (1): 2008